# Ng (digramme)
Cette page contient des caractères spéciaux ou non latins. S’ils s’affichent mal (▯, ?, etc.), consultez la page d’aide Unicode.
Pour les articles homonymes, voir NG.
Ng (minuscule ng) est un digramme de l'alphabet latin composé d'un N et d'un G.

## Linguistique
Le digramme Ng est considéré comme une simple lettre en māori, filipino, tonguien, gilbertin, tuvaluan, gallois, lingala et certaines langues africaines.
Il représente généralement une consonne occlusive nasale vélaire voisée (représentée par /ŋ/ dans l'alphabet phonétique international) ou une consonne occlusive vélaire voisée (/ɡ/) prénasalisée (/n͡g/ ou /ⁿg/).

## Représentation informatique
À la différence d'autres digrammes, il n'existe aucun encodage du Ng sous la forme d'un seul signe. Il est toujours réalisé en accolant les lettres N et G.